# Universidade Técnica de Riga
O Instituto Politécnico de Riga ou Universidade Técnica de Riga (em letão:  Rīgas Tehniskā universitāte) é um Instituto politécnico fundado em 1862 e localizado em Riga, Letónia.

## Notáveis do Instituto Politécnico de Riga
- Wilhelm Ostwald (Nobel de Química 1909) - professor de 1881 a 1887.
- El Lissitzky (arquitecto) - aluno.
- Mikhail Eisenstein (arquiteto)[1]